# Seo In-guk
Seo In-guk (hangul: 서인국; ur. 23 października 1987 w Ulsan) – południowokoreański piosenkarz i aktor. Karierę muzyczną rozpoczął po wygraniu talent show Superstar K w 2009 roku i zadebiutował jako aktor w serialu Eungdaphara 1997 stacji tvN. Jego inne znane role telewizyjne to Słońce Pana (2013), Gogyocheosewang (2014), 38 sagidongdae (2016) oraz Król zakupów Louie (2016).

## Biografia

### Wczesne życie i edukacja
Seo urodził się 23 października 1987 roku w Ulsan. Postanowił zostać piosenkarzem w wieku dziesięciu lat, zainspirowany muzykiem rockowym Kim Jung-minem. Występował na spotkaniach rodzinnych i imprezach szkolnych, ukończył studia na kierunku muzyki stosowanej w Daebul University. Podczas studiów brał udział w różnych przesłuchaniach w agencjach rozrywkowych. Po wielokrotnym odrzuceniu i argumentowanym zbyt dużą wagą, przez pewien czas zmagał się z bulimią.

### 2009–2012:Superstar KiEungdapara 1997
W 2009 Seo wziął udział w konkursie wokalnym stacji Mnet – Superstar K, zostając zwycięzcą pierwszego sezonu.
W roku 2012, Seo zagrał w musicalu Gwanghwamun Love Song i zadebiutował na małym ekranie z drugoplanową rolą w serialu Sarangbi. Tego samego roku zagrał swoją pierwszą główną rolę Eungdapara 1997. Seo wcielił się w nastolatka zakochanego bez wzajemności w najlepszej przyjaciółce z dzieciństwa, rola przyniosła mu pochwałę publiczności i krytyków. Nagrał również dwa utwory do ścieżki dźwiękowej serialu (oba w duecie z Jung Eun-ji), a jeden z nich, „All For You”, stał się jednym z najlepiej sprzedających się singli roku na liście Gaon Single Chart. Niedługo potem zagrał w serialu Adeulnyeoseogdeul stacji MBC.

### 2013–2015: japoński debiut, występy w programach rozrywkowych i powrót do aktorstwa
Seo od stycznia do czerwca 2013 roku dołączył do nowego reality show odmiany I Live Alone. Na scenę muzyczną powrócił 11 kwietnia 2013 roku z nowym singlem „With Laughter or with Tears” (kor. 웃다 울다). 24 kwietnia ukazał się debiutancki japoński singel „Fly Away”.
W czerwcu 2013 roku został obsadzony w Słońce Pana, serialu napisanym przez siostry Hong, wcielił się w byłego żołnierza, który służył w Zaytun Division i zostaje szefem ochrony w firmie zajmującej się handlem. W październiku 2013 roku zagrał główną rolę w filmie No Breathing, o dwóch rywalach pływackich, u boku Lee Jong-suka i Kwon Yu-ri.
Następnie zagrał podwójną rolę w 5-odcinkowym miniserialu Eotteon annyeong, o mężczyźnie i kobiecie, którzy spotykają się w końcowym momencie ich życia i spędzają razem jeden wyjątkowy dzień. Serial został wyprodukowany przez LOEN Entertainment, premiera miała miejsce 17 lutego 2014 roku na należącym do Taekwang Group kanale kablowym Dramacube (również emitowanym na BTV i YouTube).
15 stycznia 2014 roku Seo wydał swój pierwszy japoński album studyjny zatytułowany Everlasting, w skład którego weszły wcześniej wydane single „Fly Away” i „We Can Dance Tonight”. Seo zdobył później nagrodę Best 3 New Artists (Asia) podczas Japan Gold Disc Awards. W tym samym roku Seo uświetnił kolejną serialową komedię romantyczną Gogyocheosewang, w której zagrał licealistę i sławnego hokeistę prowadzącego podwójne życie, kiedy zmuszony został podjąć pracę starszego brata jako dyrektor wykonawczy w firmie IT. W tym samym roku Seo zagrał w swoim pierwszym serialu historycznym Wang-ui eolgul wcielając się w nieślubnego księcia Gwanghae, który zostaje rywalem swego ojca króla Seonjo w polityce i miłości. Zdobył uznanie za wspaniałą ekspresję różnych emocji.
W 2015 roku, od marca do maja, był częścią do obsady programu rozrywkowego Law of the Jungle (sezon Indochiny). Następnie został obsadzony w roli genialnego profiler w policyjnym serialu Neoreul gi-eokhae, który miał swoją premierę w czerwcu 2015 roku na KBS2. Tego samego roku wziął udział, wraz z innymi artystami z Jellyfish Entertainment, w nagraniu utworu „Love In The Air” (Hangul: 사랑 난로) do albumu Jelly Christmas 2015 – 4 랑.

### Od 2016
W 2016 roku Seo po raz drugi wystąpił w programie Law of the Jungle, w sezonie w Mongolii. Wystąpił także w serialu stacji OCN 38 sagidongdae. Serial najwyższą oglądalność spośród seriali OCN, a Seo zdobył nagrodę specjalną za swoją rolę na 11. Asian TV Drama Conference. Następnie wcielił się główną rolę w komedii romantycznej Król zakupów Louie.
W lutym 2017 roku ogłoszono, że Seo otrzymał oficjalną datę rekrutacji do wojska – 28 marca. Doniesiono, że rozpocznie służbę bez relacji w mediach. Zamiast tego Seo wydał teledysk do autorskiej piosenki „Better Together”, skierowanej do jego fanów. Film został wydany na YouTube 26 marca. Jednak z powodu złamanej kostki został zwolniony z obowiązkowej służby wojskowej zaledwie cztery dni po wstąpieniu do wojska i został skierowany na ponowne badanie lekarskie w celu ustalenia, czy jest on zdolny do powrotu do służby. Jego agencja opublikowała wyniki ponownego badania ujawniając, że u artysty zdiagnozowano chorobę Königa. W rezultacie został zwolniony z obowiązków wojskowych.
4 sierpnia 2017 roku potwierdzono, że kontrakt Seo z Jellyfish Entertainment wygasła i że nie przedłuży swojej umowy. 7 sierpnia ogłoszono, że Seo podpisał umowę z BS Company.
W 2018 roku zagrał w serialu Haneul-eseo naerineun il-eokgaeui byeol będącym remakiem japońskiego serialu Sora kara furu ichioku no hoshi z 2002 roku. W 2019 roku został obsadzony w thrillerze kryminalnym Pipeline, którego premiera odbędzie się w 2020 roku.

## Filmografia

### Filmy
| Rok  | Tytuł                                                                | Rola      |
| ---- | -------------------------------------------------------------------- | --------- |
| 2013 | No Breathing                                                         | Jo Won-il |
| 2014 | Deul-gae                                                             | Tae-woo   |
| 2016 | Nà jiàn fēngkuáng de xiǎoshì jiào àiqíng (chn. 那件疯狂的小事叫爱情) | cameo     |
| 2020 | Pipeline                                                             |           |

### Seriale
| Rok  | Tytuł                                                      | Rola                                        | Stacja telewizyjna |
| ---- | ---------------------------------------------------------- | ------------------------------------------- | ------------------ |
| 2012 | Sarangbi                                                   | Kim Chang-mo (1970s) / Kim Jeon-seol (2012) | KBS2               |
| 2012 | Eungdapara 1997                                            | Yoon Yoon-jae                               | tvN                |
| 2012 | Adeulnyeoseogdeul                                          | Yoo Seung-gi                                | MBC                |
| 2013 | Słońce Pana                                                | Kang Woo                                    | SBS                |
| 2013 | Odpowiedz 1994                                             | Yoon Yoon-jae (cameo, odc. 16-17, 21)       | tvN                |
| 2014 | Gogyocheosewang                                            | Lee Min-seok/Lee Hyung-seok                 | tvN                |
| 2014 | Wang-ui eolgul                                             | książę Gwanghae                             | KBS2               |
| 2015 | Neoreul gi-eokhae                                          | Lee Hyun/David Lee                          | KBS2               |
| 2015 | O naui gwisinnim                                           | Edward (cameo, odc. 16)                     | tvN                |
| 2015 | Ona była piękna.                                           | cameo, odc. 9                               | MBC                |
| 2016 | 38 sagidongdae                                             | Yang Jeong-do                               | OCN                |
| 2016 | Król zakupów Louie                                         | Louis/Kang Ji-sung                          | MBC                |
| 2018 | Haneul-eseo naerineun il-eokgaeui byeol                    | Kim Moo-young                               | tvN                |
| 2019 | Abyss                                                      | ponury żniwiarz (cameo, odc. 1, 16)         | tvN                |
| 2021 | Navillera                                                  | Hwang Hee (cameo, odc. 9)                   | tvN                |
| 2021 | Eoneu nal uri jip hyeongwan-euro myeolmang-i deul-eowassda | Myul Mang / Kim Sa-ram                      | tvN                |

### Seriale internetowe
| Rok  | Tytuł            | Rola         | Stacja telewizyjna |
| ---- | ---------------- | ------------ | ------------------ |
| 2014 | Eotteon annyeong | Ahn Young-Mo | Dramacube          |
| 2016 | Romance Island   |              | Sohu TV            |

### Musicale
| Rok  | Tytuł                 | Rola     |
| ---- | --------------------- | -------- |
| 2012 | Gwanghwamun Love Song | Hyun-woo |

### Programy rewiowe
| Rok  | Tytuł                          | Stacja telewizyjna | Uwagi                         |
| ---- | ------------------------------ | ------------------ | ----------------------------- |
| 2009 | Superstar K1                   | Mnet               | uczestnik, zwycięzca sezonu   |
| 2011 | Oh! My School                  | KBS2               | gościnnie, odc. 24-26         |
| 2011 | Let's Go! Dream Team Season 2  | KBS2               | gościnnie, odc. 84, 96-97     |
| 2012 | Let's Go! Dream Team Season 2  | KBS2               | gościnnie, odc. 110, 116, 120 |
| 2013 | I Live Alone                   | MBC                | obsada                        |
| 2013 | Mamma Mia!                     | KBS2               | Guest, episodes 7, 32         |
| 2013 | Happy Together                 | KBS2               | gościnnie, odc. 291, 323      |
| 2014 | Happy Together                 | KBS2               | gościnnie, odc. 374           |
| 2014 | Running Man                    | SBS                | gościnnie, odc. 184           |
| 2015 | Happy Together                 | KBS2               | gościnnie, odc. 402           |
| 2015 | Law of the Jungle in Indochina | SBS                | obsada                        |
| 2015 | Mari and Me                    | JTBC               | obsada                        |
| 2016 | Law of the Jungle in Mongolia  | SBS                | obsada                        |

### Teledyski
| Rok  | Tytuł piosenki                 | Artysta    |
| ---- | ------------------------------ | ---------- |
| 2012 | "Please Don’t" (teledysk)      | K.Will     |
| 2013 | "Would You?" (teledysk)        | Swings     |
| 2013 | "Pick Up the Phone" (teledysk) | Phone      |
| 2014 | "Another Parting" (teledysk)   | Melody Day |

## Dyskografia
| Minialbumy - Calling (부른다) (2009) - Just Beginning (2010) - Perfect Fit (2012) Special album - Aegiya (kor. 애기야) (2010) Single - „Run To Me” (2009) - „Take” (2010) - „Broken” (2011) - „Shake It Up” (2011) - „I Can’t Live Because of You” (feat. Verbal Jint) (2013) - „With Laughter or with Tears” (kor. 웃다 울다) (2013; single album) - „Mellow Spring (BOMTANABA)” (2014) - „Seasons Of The Heart” (2016) - „BeBe” (2016) - „Walk together” (kor. 함께 걸어 Hamkke geol-eo) (2017) | Albumy studyjne - Everlasting (2014) Minialbumy - hug (2014) Single - „Fly Away” (2013) - „We Can Dance Tonight” (2013) Best album - Last Song (2015) |

## Nagrody i nominacje
| Rok  | Nagroda                        | Kategoria                                                        | Wynik     |
| ---- | ------------------------------ | ---------------------------------------------------------------- | --------- |
| 2010 | Mnet Asian Music Awards        | Najlepszy nowy wokalista ("I Love U")                            | Nominacja |
| 2012 | 5. Korea Drama Awards          | Najlepszy nowy aktor (Sarangbi)                                  | Wygrana   |
| 2012 | 5. Korea Drama Awards          | Najlepsza para (razem z Jung Eun-ji) (Eungdapara 1997)           | Wygrana   |
| 2012 | 5th Style Icon Awards          | Top 10 Style Icons (razem z Jung Eun-ji)                         | Wygrana   |
| 2012 | 1. K-Drama Star Awards         | Rising Star Award                                                | Wygrana   |
| 2012 | 1. K-Drama Star Awards         | Best Couple Award with Jung Eun-ji                               | Wygrana   |
| 2012 | 1. K-Drama Star Awards         | Najlepsza ścieżka dźwiękowa ("All for You", razem z Jung Eun-ji) | Wygrana   |
| 2012 | 14. Mnet Asian Music Awards    | Najlepsza ścieżka dźwiękowa                                      | Wygrana   |
| 2012 | 4th Melon Music Awards         | Najlepsza ścieżka dźwiękowa                                      | Wygrana   |
| 2012 | BC Drama Awards                | Najlepszy nowy aktor (Adeulnyeoseogdeul)                         | Nominacja |
| 2012 | KBS Drama Awards               | Najlepszy nowy aktor (Sarangbi)                                  | Nominacja |
| 2013 | 2. Gaon Chart K-Pop Awards     | Piosenka roku, wrzesień ("All for You", razem z Jung Eun-ji)     | Wygrana   |
| 2013 | 49. Baeksang Arts Awards       | Najlepszy nowy aktor telewizyjny (Eungdapara 1997)               | Nominacja |
| 2013 | SBS Drama Awards               | New Star Award (Słońce Pana)                                     | Wygrana   |
| 2014 | 3. Gaon Chart K-Pop Awards     | Piosenka roku, wrzesień ("Loved You", razem z Zia)               | Wygrana   |
| 2014 | 16. Mnet Asian Music Awards    | Najlepsza kolaboracja                                            | Nominacja |
| 2014 | 50. Baeksang Arts Awards       | Najpopularniejszy aktor telewizyjny (Słońce Pana)                | Nominacja |
| 2014 | 7th Korea Drama Awards         | Excellence Award, Actor (Gogyocheosewang)                        | Nominacja |
| 2014 | 7th Style Icon Awards          | Top 10 Style Icons                                               | Nominacja |
| 2014 | 28. Japan Gold Disk Awards     | Best 3 New Artists                                               | Wygrana   |
| 2014 | KBS Drama Awards               | Excellence Award, Actor in a Mid-length Drama (Wang-ui eolgul)   | Nominacja |
| 2014 | KBS Drama Awards               | Najlepszy nowy aktor (Wang-ui eolgul)                            | Wygrana   |
| 2015 | 8. Korea Drama Awards          | Excellence Award, Actor (Neoreul gi-eokhae)                      | Nominacja |
| 2016 | tvN10 Awards                   | Made in tvN Actor (Drama) (Eungdapara 1997)                      | Wygrana   |
| 2016 | tvN10 Awards                   | Najlepszy pocałunek (razem z Jung Eun-ji) (Eungdapara 1997)      | Wygrana   |
| 2016 | 11th Asian TV Drama Conference | Special Award, Actor (38 sagidongdae)                            | Wygrana   |
| 2016 | MBC Drama Awards               | Daesang (Król zakupów Louie)                                     | Nominacja |
| 2016 | MBC Drama Awards               | Excellence Award, Actor in a Miniseries (Król zakupów Louie)     | Wygrana   |